# スカイグラスパー
スカイグラスパー (SKY GRASPER) は、「ガンダムシリーズ」のうちのコズミック・イラ (C.E.) 年代を舞台とした「ガンダムSEEDシリーズ」に登場する架空の軍用機。初出作品は、シリーズ第1作として2002年 - 2003年に放送されたテレビアニメ『機動戦士ガンダムSEED』。
作中勢力のひとつである地球連合軍が、人型兵器であるモビルスーツ (MS) の支援を目的に開発した戦闘機で、ストライクガンダムと共通規格のバックパック換装システムを利用することで、装備の空輸および、それ自体を用いた戦闘が可能となっている。劇中では、地球に降下する直前のアークエンジェルに配備され、ムウ・ラ・フラガなどのパイロットによって運用される。
本記事では、公式外伝の『ガンダムSEED MSV』に登場する派生機コスモグラスパーについても記述する。

## 設定解説
開発を担当したのは地球連合の軍事企業であるP・M・P社であり、原機となったのは同社が開発した制空戦闘機F7Dスピアヘッド。本機はGAT-X105ストライクの大気圏内支援戦闘機として位置付けられるが、G兵器開発の折に、軍上層部においてMSが主力兵器としての有用性を疑問視する声も挙がったことから、次期主力戦闘機としての運用も視野に入れて開発された。
コクピットはタンデム方式となっており、前面にパイロット、後方にはナビゲーターが乗り込む。これによって操縦担当と兵装担当を分けることも可能。レイアウトはG兵器の技術を取り入れる、とともにシステム面の自動化もなされており、錬度の低いパイロットであっても操縦性は良好となっている。
本機はストライカーパックをノンオプションで装備可能となっており、直接スカイグラスパーの武装として使用される。これらは前線で僚機に供与させることも可能となっており、兵装運搬機としても機能する。このストライカーパックシステム対応を含めた翼端マウントラックの採用や、各種火器類の搭載によって航空力学的には理想的なフォルムとは言いがたいが、素早いピッチ・ロール能力を有しており、運動性は高い。また、VTOLノズルを持ち、艦上からの発艦の際にカタパルトを必ずしも必要としない。
試作機はアークエンジェルに配備され運用も行われたが、ストライクとともに地球連合を離反したことから、一時は制式化が危ぶまれた。その後、105ダガーの配備に伴い制式量産化。制式機の塗装はグレーを基調としたもので、ダガーLが導入されたC.E.73年においても地球連合の各部隊に配備されている。

### 武装・装備
20mm機関砲
機首部に両側面2門の4門設置される。弾数は多く、使用頻度の高い兵装、
中口径キャノン砲
スカイグラスパーの胴体部両側面に計2門装備する。大型の機関砲であるが、弾数は少ない。
砲塔式大型キャノン砲
スカイグラスパーの背面に装備するビーム砲。回転砲塔となっており、敵機に並んだ状態での砲火も可能な本機最強の固定装備。
ウェポンベイ（胴体部）
主翼の付け根付近に配置する。ミサイルや爆弾を任務に応じて積載可能。
ウェポンベイ（翼端部）
翼端に設置される。X105ストライクの肩部形状を踏襲したもので、ストライカーの肩部兵装を積載するためのウェポンラックを有する。
側面にはせり出し式のハードポイントも存在し、ストライクのシールドやビームライフル、その他オプションを取り付け可能。
後端部には推進器を備える。
各種オプション
対艦ミサイル
胴体部ウェポンベイに格納される。弾頭そのものは地球連合軍の共通規格品。
ウェポンベイの容積を考慮して新規開発されたもので、最大積載数は左右4発の計8発。
中距離用空対空誘導弾
胴体部ウェポンベイに積載するための兵装。地球連合軍における規格品で、ウェポンベイ片側6発×2の12発を積載可能。
レーザー誘導方式1000ポンド通常爆弾
本体部のレーザーデジネーターと連動して使用可能。ウェポンベイの積載数は片側1発ずつの計2発だが、CFTを介せばさらに1発ずつの計4発まで装備可能となる。
短距離用空対空誘導弾
地球連合軍の規格品で、220mm径の赤外線誘導の撃ちっぱなし方式。胴体部ウェポンベイに積載され、片側12発の計24発を装備可能。
X103バスターに装填されている物と同一。
滑走路破壊爆弾
尾部にロケットブースターを取り付けた弾頭。無線誘導式で、地面に潜航して滑走路や施設を破壊する。
胴体部ウェポンベイに1発ずつの計2発積載可能だが、コンフォーマルタンクのハードポイントを介することにより、最大4発装備可能。
250ポンド通常爆弾
胴体部ウェポンベイ左右に8発ずつの計16発積載可能。
CFTのハードポイントを併用すれば最大32発装備可能となる。
1000ポンド通常爆弾
胴体部ウェポンベイに1発ずつ計2発積載可能。
CFTのハードポイントを併用すれば最大4発装備可能となる。
リコネッサンスパック
翼端ハードポイントに取り付け可能。CFT内蔵で、モノアイを装備してパラノミックカメラとして機能する。
コンフォーマルタンク
翼端ハードポイントに取り付け可能な燃料増槽(CFT)。これを装備することにより、各種ミサイルや爆弾用のハードポイントを追加可能としている。
火力増強パック
翼端ハードポイントに取り付けられる。砲はスカイグラスパー本体部の中口径キャノン砲と同一。
電子戦用パック
翼端ハードポイントに取り付けられる。ニュートロンジャマー下のECM、ECCM能力を増強するためのオプション。
ブースターパック
翼端ハードポイントに取り付けられる。大気圏上層部へ短時間で突入するためのもので、降下中の敵機迎撃に使われる。

### 劇中での活躍
アークエンジェルが地球降下の際に地球連合軍第8艦隊から2機が補給物資と共に搬入され、アークエンジェルの搭載機として地球圏内の戦闘に参加した。1号機にはムウ・ラ・フラガが搭乗。正規パイロット不在の2号機もストライカーパック換装の手間を省くためにパックを装備済みの状態で待機し、戦況に応じて帰還して乗り換えるという形で同時運用することになったが、北アフリカでの戦闘において本来は軍属でないカガリ・ユラ・アスハが搭乗し、オーブで艦を降りるまで戦列に加わった。その後はトール・ケーニヒがパイロットに志願するほか、スカイグラスパーの装備をストライクに換装するシーンがある。
ムウはランチャーストライカーを標準装備としたスカイグラスパーの機動力を活かして「アグニ」で攻撃を行い、大きな戦果を上げた。ランチャー以外ではストライクへの輸送目的でエールストライカーを装備したこともあった。2号機はカガリ搭乗時もトール搭乗時もソードストライカーを装備し、カガリは切断攻撃に使用し、トールはストライクへの輸送のみ行っている。2号機は北太平洋の戦闘においてイージスの投げたシールドがコクピットを直撃して撃墜・大破し、搭乗していたトールも戦死した。1号機はオペレーション・スピットブレイクまで運用されたが、ムウがストライクに乗り換えてからは使われず、アークエンジェルにて保管されていた。
『DESTINY』の劇中では、アークエンジェルに拘束されていたネオ・ロアノークを解放する際に1号機が彼へ譲渡される。その直後のオーブ防衛戦にて、アークエンジェルとミネルバとの戦闘においてネオは本機でアークエンジェル側へ加勢し、ミネルバに損傷を与えるもののビームの流れ弾が被弾して機体に軽微な損傷を負うが、操縦を続けて無事にアークエンジェルに帰投する。
『DESTINY ASTRAY』では孤立無援となったジェス・リブル救出のため、カイト・マディガンがエールストライカーを装備させた制式仕様の本機に搭乗している。また、同作では後に一般の連合兵が搭乗する機体（こちらはランチャーストライカー装備）も登場した。
『ECLIPSE』では、ケン・ノーランド・スセが搭乗。エールカラミティと交戦し、窮地に追い込まれたエクリプス1号機へライジンストライカーを届けた。

## コスモグラスパー
メビウスに代る主力航宙機として、スカイグラスパーを再設計した機体。政治的な理由によりその開発は、大西洋連邦のP・M・P社及びアドヴァンスト・スペース・ダイナミック社、東アジア共和国のフジヤマ社、オーブ連合首長国のモルゲンレーテ・エアロテック社の共同プロジェクトとなった。
原機スカイグラスパーに比べ、ハードポイントの増設や武装、推進装置の換装が施されている。キャノピーは完全閉鎖式の全面装甲に置き換えられており、パイロットにはVR間接視認システムを通じて外部の情報が伝えられる。また、主翼は細管熱流動を利用した放熱フィンとして機能。この毛細管を利用することによって赤外線シグネチャを介し、赤外線索敵に対する欺瞞も可能である。加えて、機体各部には低温ガスの推進装置がジンバルによって接続されており、推進ガスが続く限りではあるものの、モビルスーツ (MS) に匹敵するマニューバが可能となった。
標準装備として本機専用に再設計された新型エールストライカーであるコスモストライカーが用意されており、ストライカーパックシステム対応機に装備可能となっている。また、各種ストライカーパックの運用も可能であるが、エールストライカー装備時よりも運動性は低下する。
ストライカーパックシステムを装備したストライクダガー系列のMSとの連帯を想定しており、量産型MSとして初めて同システムを実装したダガーの制式配備に一足先駆けてロールアウトされた。

### 武装・装備
本体胴体部にはハードポイントが新設されたため、レールガンやガトリング砲といった装備を追加することが可能となっている。